# Блажова-Гурна
Блажова-Гурна (пол. Błażowa Górna) — село в Польщі, у гміні Блажова Ряшівського повіту Підкарпатського воєводства.
Населення — 713 осіб (2011).
У 1975-1998 роках село належало до Ряшівського воєводства.

## Демографія
Демографічна структура станом на 31 березня 2011 року:
|          | Загалом | Допрацездатний вік | Працездатний вік | Постпрацездатний вік |
| -------- | ------- | ------------------ | ---------------- | -------------------- |
| Чоловіки | 342     | 81                 | 225              | 36                   |
| Жінки    | 371     | 72                 | 207              | 92                   |
| Разом    | 713     | 153                | 432              | 128                  |